# Aigues-Vives, Hérault
Aigues-Vives este o comună în departamentul Hérault din sudul Franței. În 2009 avea o populație de 422 de locuitori.

## Evoluția populației
| An        | 1975 | 1982 | 1990 | 1999 | 2006 | 2009 |
| --------- | ---- | ---- | ---- | ---- | ---- | ---- |
| Populație | 401  | 374  | 347  | 354  | 403  | 422  |